# Menace to Sobriety
Menace to Sobriety es el segundo álbum de estudio de la agrupación estadounidense Ugly Kid Joe, publicado en 1995. El título del álbum es una parodia del nombre de la película Menace II Society. Recibió críticas favorables y alcanzó la posición No. 2 en las listas de éxitos del Reino Unido en la primera semana de su lanzamiento. "Milkman's Son" y "Tomorrow's World" fueron publicados como sencillos, y se realizaron vídeoclips para "Tomorrow's World", "Milkman's Son" y "Cloudy Skies".

## Lista de canciones
1. "Intro" – 1:49
2. "God" (Whitfield Crane, Klaus Eichstadt, Dave Fortman) – 2:54
3. "Tomorrow's World" (Crane, Eichstadt, Fortman, Shannon Larkin) – 4:18
4. "Clover" (Crane, Eichstadt, Fortman) – 3:34
5. "C.U.S.T." (Crane, Fortman) – 2:59
6. "Milkman's Son" (Crane, Fortman) – 3:51
7. "Suckerpath" – 4:53
8. "Cloudy Skies" (Crane, Fortman) – 4:28
9. "Jesus Rode a Harley" (Crane, Fortman) – 3:15
10. "10/10" – 3:37
11. "V.I.P." – 3:46
12. "Oompa" – 2:04
13. "Candle Song" – 2:56
14. "Slower Than Nowhere" - 5:25

## Personal
- Whitfield Crane – voz
- Klaus Eichstadt – guitarra, voz
- Dave Fortman – guitarra, voz
- Cordell Crockett – bajo, voz
- Shannon Larkin – batería, percusión